# Arctia kadocsae
Arctia kadocsae là một loài bướm đêm thuộc phân họ Arctiinae, họ Erebidae.